# Ottaviano Ubaldini
Ottaviano Ubaldini (ur. 1214, zm. w marcu 1272) – włoski kardynał.
Pochodził z Mugello koło Florencji. Studiował na uniwersytecie w Bolonii i został archidiakonem miejscowej kapituły katedralnej. Administrator diecezji bolońskiej 1240–1244 oraz diecezji Rimini (1249-50). W 1244 papież Innocenty IV mianował go kardynałem diakonem S. Maria in Via Lata. Uczestniczył w Soborze Lyońskim 1245. Był bliskim współpracownikiem Innocentego IV i zwolennikiem twardej polityki wobec dynastii Hohenstaufów. Był faworytem papieskiej elekcji 1254, jednak tiarę uzyskał wówczas Rinaldo Conti (jako papież Aleksander IV). Za jego pontyfikatu dowodził armią papieską walczącą z Manfredem Hohenstaufem w środkowej Italii, ale został pokonany. Kardynał-protektor zakonów kamedułów i wallombrozjan. Był członkiem komisji elektorskiej, która dokonała wyboru Grzegorza X podczas papieskiej elekcji 1268-71. Zmarł w rodzinnym Mugello, między 5 a 13 marca 1272 roku.